# Cesare Goretti
Cesare Goretti (Turim, 26 de maio de 1886 – 19 de maio de 1952) foi um jurista, filósofo e professor universitário italiano.

## História
Professor de Direito da Universidade de Ferrara, notabilizou-se por ter se recusado a fazer o juramento de fidelidade ao fascismo, diferentemente de diversos acadêmicos da época e por ter sido um dos pioneiros no direito animal, ao defender a ideia do animal como um sujeito de direito em artigo publicado no ano de 1928 na Rivista di Filosofia.
O jurista brasileiro Laerte Levai foi um dos primeiros autores a divulgar em língua portuguesa o pensamento de Goretti em relação ao Direito Animal, quando tratou do mesmo em sua obra Direito dos animais.